# 按摩院

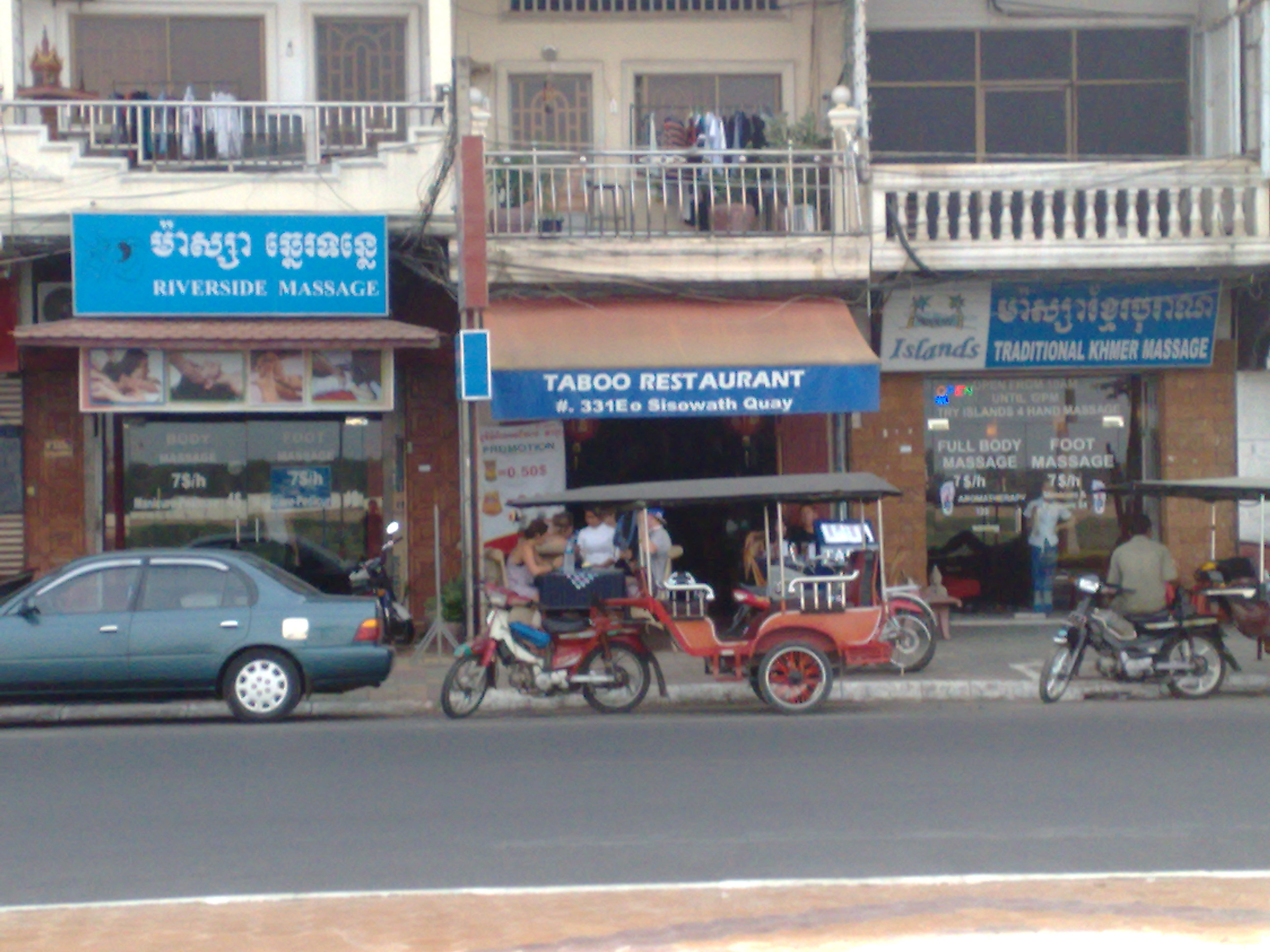
柬埔寨的按摩院

按摩院是一个提供按摩服务並收费的地方。19世纪開始，按摩院（massage parlour）在英语中成為妓院的委婉說法。而在美國，有数千个非法按摩院內有性交易活动。